# Irmhild Boßdorf
Irmhild Boßdorf, née le 14 janvier 1967 à Malines (Belgique), est une femme politique allemande. Membre de l'Alternative pour l'Allemagne (AfD), elle est élue députée européenne le 9 juin 2024.

## Biographie
Irmhild Boßdorf est la fille de l'historien et journaliste de Günther Deschner. Elle étudie l'histoire, les sciences politiques et le droit constitutionnel à l'université Friedrich-Alexander d'Erlangen-Nuremberg et en sort diplômée en 1992. 
Elle travaille pour le député fédéral allemand de l'Union chrétienne-démocrate (CDU) Wolfgang Börnsen (de) jusqu'en 1998, avant de devenir journaliste. Entre autres choses, en 2000, elle a interviewe Jutta Rüdiger, responsable des Bund Deutscher Mädel (BDM), l'organisation de jeunesse féminine du Troisième Reich pour le journal Junge Freiheit. Par la suite, elle travaille comme guide pour la Maison de l'Histoire de la République fédérale d'Allemagne jusqu'en 2018. 
Elle rejoint l'AfD en 2016 et en devient porte-parole adjointe pour l'arrondissement de Rhin-Sieg. En juillet 2023, elle est désignée par la conférence fédérale du parti pour figurer en 9e place sur la liste du parti pour les élections européennes de 2024. Dans son discours de candidature, elle appelle à « des millions de rémigrations ». L'AfD obtient 15 sièges lors des élections du 9 juin, ce qui lui permet d'être élue au Parlement européen. Elle est également chef adjointe de la délégation de l'AfD.